# CS Turnu Severin
El Clubul Sportiv Turnu Severin es un club de fútbol rumano de la ciudad de Drobeta-Turnu Severin, fundado en 2007. El equipo disputa sus partidos como local en el Stadionul Municipal y juega en la Liga II.

## Historia
El club fue fundado en verano de 2007 como Clubul Gaz Metan CFR Craiova tras la fusión del Gaz Metan Podari y el CFR Craiova. El club comenzó a competir en la Liga III y en verano de 2009 alcanzó el ascenso a Liga II. En verano de 2011, el club cambió su sede de Craiova a Drobeta-Turnu Severin tras la disolución del club local de la ciudad, el FC Drobeta-Turnu Severin y adoptó el nombre de CS Gaz Metan Severin.
En la temporada 2011-12, el club ascendió a la Liga I debido a que el Politehnica Timișoara, pese a ser campeón, no obtuvo su licencia para competir en Liga I. El club acabó en tercera posición pero ascendió por ello tras la confirmación de la Federación Rumana de Fútbol. En esa misma temporada, el club fue renombrado Clubul Sportiv Turnu Severin.

## Palmarés
Liga III: 1
2008–09
- Subcampeón: 1

2007–08

## Entrenadores
- Cosmin Bodea (junio–noviembre de 2011)
- Florin Parvu (interino) (noviembre de 2011)
- Marian Bondrea (diciembre de 2011–agosto de 2012)
- Ionel Gane (interim) (agosto–septiembre de 2012)
- Nicolò Napoli (septiembre–diciembre de 2012)
- Ionel Gane (enero de 2013–)